# 丹尼尔·谢司

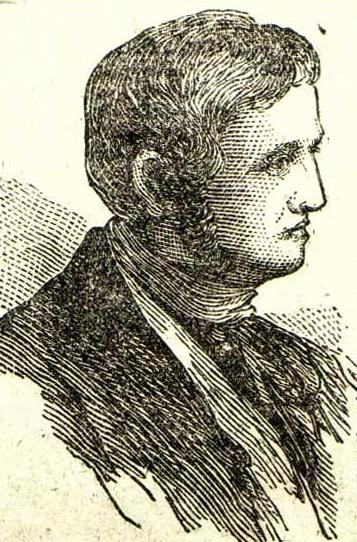
丹尼尔·谢斯

丹尼尔·谢斯（Daniel Shays，1747年—1825年9月29日），或译丹尼尔·谢伊斯，美国起义者、军事家。謝斯是出生於马萨诸塞州的愛爾蘭移民後裔，年少時為無土地的農民，參與美国独立战争时升為军官，战功卓著，战后並曾任一些政府职务。但马萨诸塞州的经济危机开始后，他和一些其他农民被迫背负债务，又被政府错误的政策压迫。1786年，他领导农民策动了谢斯起义，1787年攻占军火库，起义被镇压，他逃到佛蒙特州，后被逮捕判处死刑。他请求州长约翰·汉考克特赦他，汉考克同意。谢斯去纽约，1825年在纽约逝世。他一生不容許他人描繪他的肖像，因此他的真實相貌仍然不明。